# Лениногорский каскад ГЭС

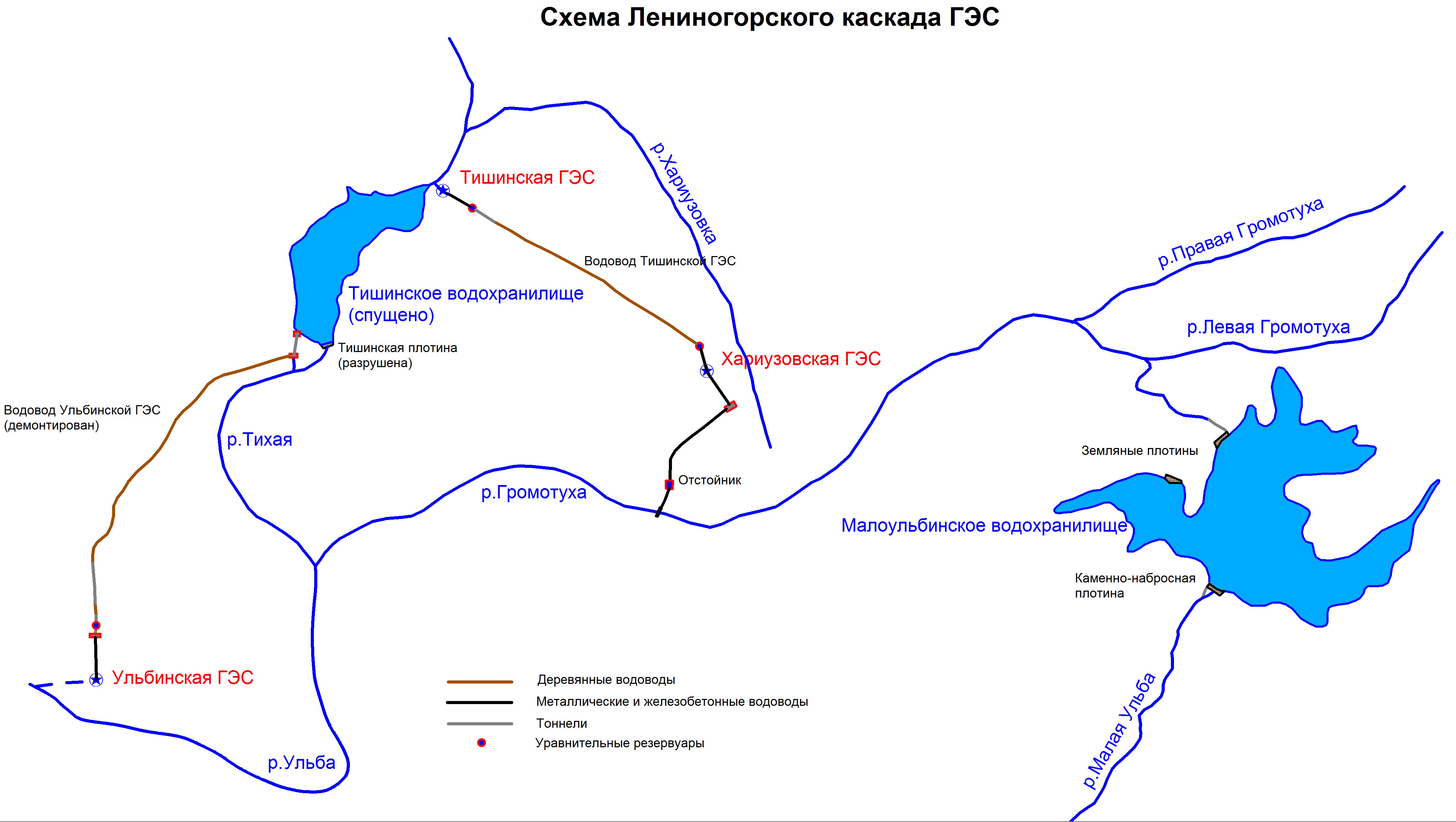
Схема Лениногорского каскада

Лениного́рский каска́д ГЭС — комплекс гидроэлектростанций на реках Громотухе и Тихой, в Восточно-Казахстанской области Казахстана. Включает в себя Малоульбинское водохранилище, две малые ГЭС (Хариузовскую и Тишинскую), а также Ульбинскую ГЭС. Станции Лениногорского каскада были первыми относительно крупными ГЭС Казахстана, они сыграли большую роль в энергоснабжении предприятий города Риддера (называвшегося в советское время Лениногорском), в том числе в период Великой Отечественной войны. В настоящее время сооружения каскада обеспечивают водоснабжение Риддера.

## Объекты каскада
Лениногорский каскад представляет собой сложный комплекс гидротехнических сооружений, расположенных на реках Малой Ульбе, Громотухе и Тихой. В его состав в настоящее время входят комплекс сооружений Малоульбинского водохранилища, Хариузовская ГЭС, Тишинская ГЭС и Ульбинская ГЭС. Все ГЭС каскада запроектированы по деривационной схеме, концепция каскада предусматривает использование уклона нижнего течения Громотухи и Тихой путём отвода части их стока в деривацию ГЭС. Малоульбинское водохранилище, осуществляющее регулирование стока в интересах всего каскада, а также переброску части стока Малой Ульбы в Громотуху, расположено отдельно на расстоянии более 20 км от гидроэлектростанций. Совокупная мощность действующих ГЭС каскада составляет 39,375 МВт, среднегодовая выработка — 180 млн кВт·ч.

### Малоульбинское водохранилище
50°10′17″ с. ш. 83°49′49″ в. д.
Малоульбинское водохранилище расположено в труднодоступной горной местности, на высоте 1572 м над уровнем моря. Водохранилище полным объёмом 84,5 млн м³ предназначено для накопления воды в многоводный весенне-летний период с целью повышения стока в меженный зимний период (сезонное регулирование), с целью увеличения выработки электроэнергии на ГЭС Лениногорского каскада и обеспечения надёжного водоснабжения города Риддера. Водохранилище создано в межгорной котловине, на реке Малой Ульбе, сброс воды производится в реку Левую Громотуху, то есть водохранилище производит внутрибассейновую переброску стока (из одного притока Ульбы в другой). Напорный фронт гидроузла создают три плотины — одна каменно-набросная на Малой Ульбе и две земляные, со стороны бассейна Левой Громотухи. Каменно-набросная плотина объёмом 280 тыс. м³ имеет высоту 32 м, снабжена противофильтрационным элементом в виде деревянного экрана из лиственницы. Земляные плотины № 1 и 2 имеют общий объём 300 тыс. м³.
Помимо плотин, сооружения гидроузла включают в себя два водосбросных тоннеля (в Малую Ульбу и Левую Громотуху соответственно), оборудованных дроссельными и игольчатыми затворами, а также две малые гидроэлектростанции (в настоящее время не функционирующие). Проектом была предусмотрена переброска в Малоульбинское водохранилище верхнего течения Левой Громотухи по тоннелю длиной 2 км, но в связи с началом Великой Отечественной войны эти планы не были осуществлены.

### Хариузовская ГЭС
50°18′20″ с. ш. 83°31′34″ в. д.
Головной узел Хариузовской ГЭС расположен на реке Громотухе, нижним бьефом станции является деривация Тишинской ГЭС. Водозаборное сооружение представляет собой железобетонную плотину с шугосбросом. Очистка забираемой в деривацию воды происходит в двухкамерном бетонном отстойнике. Деривация ГЭС состоит из подземного крытого лотка размерами 2×3 м, длиной 3756 м. Станционный узел включает в себя здание ГЭС, напорный бассейн с водоприёмником и водосбросом (в реку Хариузовку), а также три металлических напорных турбинных водовода длиной 717 м: две нитки диаметром 1,1 м и одна нитка диаметром 1,8 м. Из напорного бассейна также осуществляется водозабор городского водопровода проектной производительностью 50 000 м³/сут.
Мощность ГЭС — 5,625 МВт, среднегодовая выработка — 36 млн кВт·ч. В здании ГЭС установлено 4 горизонтальных гидроагрегата с радиально-осевыми турбинами, работающими при напоре 62 м, общий расход воды через гидроагрегаты — 11,2 м³/с. Агрегаты различаются по мощности и заводам-изготовителям, три из них (станционные номера 1—3) имеют мощности по 1 МВт и один (станционный № 4) — мощность 2,625 МВт. Гидротурбина агрегата № 1 изготовлена Ленинградским металлическим заводом в 1928 году, турбины агрегатов № 2 и 3 — турбинным заводом города Финсхютена (Швеция) также в 1928 году. Гидрогенераторы всех этих турбин марки C-167 изготовлены фирмой ASEA (Швеция) в 1928 году. Турбина гидроагрегата № 4 и генератор типа BTE изготовлены фирмой «British Thomson-Houston» (Великобритания) в 1948 году. Электроэнергия в энергосистему выдаётся через открытое распределительное устройство напряжением 35 кВ.

### Тишинская ГЭС
50°20′44″ с. ш. 83°28′07″ в. д.
Тишинская ГЭС использует воду, отработавшую на Хариузовской ГЭС, нижним бьефом станции является река Тихая. Станция имеет протяжённую деривацию, включающую в себя подземный водовод (крытый лоток) от Хариузовской ГЭС до напорного бассейна Тишинской ГЭС, напорный бассейн, уравнительный бассейн, деревянный деривационный водовод диаметром 2,3 м и длиной 2618 м, два металлических водовода диаметром по 1,4 м и длиной 1400 м, металлический водовод диаметром 2,3 м и длиной 408 м, тоннель диаметром 2,3 м и длиной 630 м.
В состав станционного узла входят уравнительная шахта, металлический напорный водовод диаметром 2,3 м и длиной 630 м, дроссельное и вантузное помещения, здание ГЭС, отводящий канал в реку Тихую, открытое распределительное устройство 35 кВ. Мощность ГЭС — 6,15 МВт, среднегодовая выработка — 36 млн кВт·ч. В здании ГЭС установлен 1 горизонтальный гидроагрегат с радиально-осевой турбиной, работающей при напоре 86 м. Турбина и генератор изготовлены в 1949 году американскими фирмами Leffel и GE соответственно. ГЭС полностью автоматизирована, управляется с пульта Хариузовской ГЭС.

### Ульбинская ГЭС
50°15′45″ с. ш. 83°19′32″ в. д.
Ульбинская ГЭС построена по деривационной схеме, использовала сток реки Тихой (ниже сброса воды из отводящего канала Тишинской ГЭС). Сооружения ГЭС разделяются на головной узел, деривацию и станционный узел. Головной узел включает в себя плотину Тишинского водохранилища. Плотина переливного типа оригинальной конструкции — ряжевой каменно-земляной, тело плотины отсыпано из суглинков и каменной наброски, низовая водосливная грань плотины укреплена крупными валунами, на гребне смонтирована бетонная переливная стенка.
Тишинское водохранилище (в настоящее время спущенное) имело отметку нормального подпорного уровня 437 м, полную ёмкость 6,7 млн м³, полезную ёмкость 3 млн м³, площадь 2,3 км².
Деривация Ульбинской включает в себя водоприёмник, тоннель диаметром 3 м и длиной 212,2 м, стальной напорный водовод диаметром 3,25 м и длиной 8000 м (ранее использовался деревянный, из лиственницы, водовод), три тоннеля диаметром 3 м и длиной 1418,8 м, 217 м и 81 м соответственно, уравнительную шахту, здание дисковых затворов, металлический напорный трубопровод диаметром 2 м и длиной 621 м.
Мощность Ульбинской ГЭС — 27,6 МВт, проектная среднегодовая выработка — 108 млн кВт·ч. В здании Ульбинской ГЭС установлено 3 вертикальных гидроагрегата с радиально-осевыми турбинами РО 1126-ВМ-136 и генераторами ВГСФ ВГ-500/9500 мощностью по 9,2 МВт. Турбины работали на расчётном напоре 155 м, при котором расход воды через каждую турбину составлял 7,6 м³/с, диаметр рабочего колеса турбины — 1,36 м. Производитель турбин — Ленинградский металлический завод, генераторов — Харьковский турбогенераторный завод. Отработавшая на гидроагрегатах вода сбрасывается в реку Ульбу через отводящий канал длиной 300 м. Электроэнергия с генераторов выдаётся на напряжении 6,3 кВ и преобразовывается на напряжение 110 кВ с помощью трёх трансформаторов типа ОМ мощностью по 15 кВА. В энергосистему электроэнергия выдаётся с открытого распределительного устройства по четырём линиям электропередачи 110 кВ.

## История строительства и эксплуатации
Первая гидроэлектростанция в районе Риддера, Быструшинская ГЭС на реке Быструхе, была построена не позднее 1916 года. Станция имела один гидроагрегат мощностью 0,18 МВт, работающий на напоре 12,8 м, длина деривации (деревянный крытый лоток) составляла 1707 м. С 1921 года начались регулярные изыскания в бассейне Громотухи и Ульбы, с целью определения возможности строительства ГЭС для энергоснабжения предприятий Риддера. В 1925 году по проекту ЛенГИДЭПа началось строительство Хариузовской ГЭС — первой относительно крупной гидроэлектростанции в Казахстане. Пуск станции состоялся 14 июня 1928 года, а в 1929 году ГЭС была выведена на полную мощность (3 МВт). На Хариузовской ГЭС была установлена одна из первых гидротурбин советского производства, выпущенная в 1927 году, она находится в эксплуатации и в настоящее время. Для выдачи мощности станции была построена первая в Казахстане высоковольтная линия, работавшая на напряжении 6,6 кВ.
После пуска Хариузовской ГЭС была произведена реконструкция Быструшинской ГЭС — к октябрю 1930 года были смонтированы три гидроагрегата общей мощностью 0,675 МВт, на станцию подавалась вода, отработавшая на Хариузовской ГЭС. В 1931—1932 годах между Хариузовской (переименованной в Верхне-Хариузовскую) и Быструшинской ГЭС была построена Нижне-Хариузовская ГЭС мощностью 800 кВт, таким образом был создан каскад из трёх станций: Верхне-Хариузовская ГЭС (3 МВт) — Нижне-Хариузовская ГЭС (0,8 МВт) — Быструшинская ГЭС (0,675 МВт).
Строительство Ульбинской ГЭС было начато в 1931 году, Малоульбинского водохранилища — в 1932 году, и было объявлено Всесоюзной стройкой. Была создана специализированная организация — «Ульбастрой». Строительство велось в сложных условиях, преимущественно вручную. Остро не хватало жилья, строители жили летом в палатках, а зимой — в неприспособленных помещениях. От железной дороги Усть-Каменогорск — Риддер к стройплощадке станции была проложена узкоколейная железная дорога, а к площадке Малоульбинского водохранилища пришлось в горных условиях строить дорогу длиной 62 км, по которой транспортировка грузов велась в основном на лошадях. Для энергоснабжения стройплощадки Малоульбинского гидроузла были построены две временные гидроэлектростанции, одна из которых была оставлена в эксплуатации и после завершения строительства и снабжала электроэнергией приводы затворов и жильё эксплуатационного персонала. Эта станция (Малоульбинская ГЭС или ГЭС «Рыбный Ключ») имела мощность 432 кВт (два гидроагрегата).
Первый гидроагрегат Ульбинской ГЭС был пущен 11 февраля 1937 года, в сентябре того же года начала свою работу вторая машина, третий гидроагрегат был введён в эксплуатацию в июне 1940 года. Строительство Малоульбинского водохранилища в связи со сложными условиями затянулось и было в основном завершено в 1942—44 годах. С момента пуска и вплоть до 1952 года Ульбинская ГЭС была крупнейшей гидроэлектростанцией Казахстана, причём до 1954 года эта станция организационно в Лениногорский каскад не входила.
ГЭС каскада сыграли большую роль в развитии промышленных предприятий Риддера, обеспечивая их бесперебойное энергоснабжение, в том числе и в годы Великой Отечественной войны. В 1941—45 годах станции, несмотря на тяжёлые условия военного времени, проработали без аварий, коллективу Хариузовской ГЭС за самоотверженный труд в военные годы было навечно оставлено переходящее Красное Знамя Лениногорского горкома КПСС и горисполкома.
В 1940-х годах на базе электростанций Лениногорского каскада была создана энергосистема Алтая («Алтайэнерго»). В 1947 году была начата строительством, а в 1949 году была пущена Тишинская ГЭС, после чего Нижне-Хариузовская и Быструшинская ГЭС были остановлены и демонтированы (Нижне-Хариузовская ГЭС за время эксплуатации выработала 84 млн кВт·ч электроэнергии), а каскад приобрёл современный вид: Хариузовская ГЭС — Тишинская ГЭС — Ульбинская ГЭС. В 1950 году Хариузовская ГЭС была расширена, был смонтирован ещё один агрегат, и мощность станции увеличилась до 5,625 МВт. В 1954 году к Лениногорскому каскаду организационно присоединяется Ульбинская ГЭС. В 1957 году деревянный канал-лоток Хариузовской ГЭС был заменён на железобетонный.
В послевоенные годы работа объектов каскада была автоматизирована. Так, на Тишинской ГЭС предусматривалось 30 человек обслуживающего персонала, после перевода её на автоматическое управление с пульта Хариузовской ГЭС персонал был сокращён до 3 человек, на Малоульбинском водохранилище штат был уменьшен с 75 до 4 человек. Большую роль в создании и эксплуатации ГЭС каскада сыграл И. В. Бердус, руководивший каскадом с 1933 по 1970 год.
С середины 1950-х годов, после пуска мощных Усть-Каменогорской ГЭС, Усть-Каменогорской ТЭЦ и Риддерской ТЭЦ значение Лениногорского каскада как источника энергоснабжения снизилось. С конца 1970-х годов начался процесс деградации каскада. В 1979 году сильным паводком была разрушена Тишинская плотина, а в 1985 году вышел из строя и был демонтирован деревянный водовод Ульбинской ГЭС. За допущенные ошибки были сняты с работы два директора Лениногорского каскада и директор «Алтайэнерго». Разрушенные сооружения было решено не восстанавливать, Ульбинская ГЭС была остановлена и законсервирована. Малоульбинское водохранилище было оставлено в эксплуатации (без демонтированной Малоульбинской ГЭС), но его состояние из-за деградации деревянного экрана каменно-набросной плотины оценивалось как аварийное, в связи с чем с 1980 года его максимальный объём был снижен до 58,26 млн м³. В 1982 году институтом «Казгидропроект» был создан технический проект «Восстановительный ремонт каменно-набросной плотины Мало-Ульбинского водохранилища», в соответствии с которым предполагалось выполнить усиление плотины как с нижнего, так и с верхнего откоса, а также сооружение суглинистого экрана, в 1994 году рабочий проект восстановительных работ был скорректирован. Однако в полном объёме работы проведены не были — была выполнена лишь частичная пригрузка низового откоса горной массой, а также присыпка деревянного экрана щебнистым грунтом. Не был реализован перспективный проект строительства Громотушинской ГЭС на реке Громотухе мощностью 120 МВт и среднегодовой выработкой 600 млн кВт·ч, работающей на напоре 730 м.
В 1990-х годах ГЭС Лениногорского каскада были приватизированы, в настоящее время они принадлежат ТОО «Риддер ГЭС»; лицензиями на производство электроэнергии и транспортировку вод, связанными с эксплуатацией Лениногорского каскада ГЭС, владеет ТОО «ЛК ГЭС» (учредитель — компания «Энергоинвест Лимитед»). Оборудование и сооружения ГЭС каскада устарели, требуют замены и модернизации (так, большая часть гидроагрегатов Хариузовской ГЭС проработала без замены более 80 лет). Объекты каскада, помимо выработки электроэнергии, обеспечивают водоснабжение Риддера, и нарушения в работе объектов каскада приводят к ограничению подачи воды в город. Чаще всего такие проблемы возникают в зимний период, они связаны с образованием шуги и снижением стока Громотухи в результате схода снежных лавин. Подобные сложности возникли сразу после строительства станций каскада и окончательно не решены до настоящего времени, в связи с чем в Риддере ведётся строительство резервного подземного водозабора. Также в зимнее время периодически наблюдаются подтопления в нижнем бьефе плотины Хариузовской ГЭС, для ликвидации которых необходимо углубление русла Хариузовки.
Периодически происходят прорывы воды на деривационном водоводе, несмотря на проводимые работы по замене его отдельных участков. В 2009 году в экране каменно-набросной плотины Малоульбинского водохранилища была обнаружена протечка размером 1,5×0,5 м, ликвидированная с привлечением водолазов в тот же год. В связи с необходимостью масштабных инвестиций в модернизацию каскада высказываются предложения о возврате всего каскада либо его объектов, обеспечивающих водоснабжение Риддера (Малоульбинское водохранилище и водозаборные сооружения Хариузовской ГЭС), в собственность государства.
В 2014 году было начато восстановление Ульбинской ГЭС, по состоянию на начало 2015 года был восстановлен деривационный водовод, первый гидроагрегат станции был заново пущен в 2016 году, второй гидроагрегат — в 2017 году, третий — в 2018 году. Восстановление станции включало в себя монтаж нового металлического деривационного водовода, планируется восстановление плотины Тишинского водохранилища.
Возможно развитие каскада путём строительства новых гидроэлектростанций на Громотухе и Ульбе. Гидроэнергетические ресурсы бассейна Ульбы оцениваются в 630 МВт, среднегодовая выработка электроэнергии — в 3 млрд кВт·ч.